# Луцишин Володимир Володимирович
Володи́мир Володи́мирович Луци́шин (20 квітня 1985, с. Гончарі, Пустомитівський район, Львівська область — 9 травня 2015, с. Червоний Жовтень, Станично-Луганський район, Луганська область) — український військовик, старший солдат Збройних сил України, учасник російсько-української війни.

## Із життєпису
Закінчив Гончарівську початкову школу, по тому здобув середню освіту, пройшов строкову службу в лавах ЗСУ.
Мобілізований на початку 2015 року, військовослужбовець 53-ї окремої механізованої бригади.
9 травня 2015 року загинув у бою з терористами поблизу села Червоний Жовтень Станично-Луганського району — прикриваючи відхід побратимів, врятував життя 11 вояків, але сам загинув від кулі снайпера.
Похований у селі Гончарі.
Без Володимира залишились батьки та донька (нар. 2012).

## Вшанування
- У травні 2016 року на приміщенні Гончарівської школи відкрито меморіальну таблицю на пошанування Володимира Луцишина[1].
- Почесний громадянин Пустомитівського району (2015; посмертно)[2].